# Phuea Thai
Phuea Thai (taj. พรรคเพื่อไทย) – tajska partia polityczna założona 20 września 2008 przez byłego premiera Thaksina Shinawatrę jako następczyni zdelegalizowanej trzy miesiące wcześniej przez Trybunał Konstytucyjny Tajlandii Partii Władzy Ludu.